# Carlos Alegre
Carlos Enrique Estanislao Alegre Benavides (Uchumayo, 7 maggio 1924 – ...) è stato un cestista e allenatore di pallacanestro peruviano.

## Carriera
Con il Perù ha disputato i Olimpiadi del 1948 e i Campionati del mondo del 1950
Da allenatore ha guidato il Perù ai Campionati del mondo del 1967.